# Luciano Paolucci Bedini

Wappen von Luciano Paolucci Bedini als Bischof von Gubbio

Luciano Paolucci Bedini (* 30. August 1968 in Jesi, Provinz Ancona, Italien) ist ein italienischer Geistlicher sowie römisch-katholischer Bischof von Gubbio und Città di Castello.

## Leben
Luciano Paolucci Bedini empfing am 30. September 1995 durch den Erzbischof von Ancona-Osimo, Franco Festorazzi, das Sakrament der Priesterweihe.
Am 29. September 2017 ernannte ihn Papst Franziskus zum Bischof von Gubbio. Der emeritierte Erzbischof von Ancona-Osimo, Edoardo Kardinal Menichelli, spendete ihm am 3. Dezember desselben Jahres in der Kirche San Domenico in Gubbio die Bischofsweihe. Mitkonsekratoren waren der Erzbischof von Perugia-Città della Pieve, Gualtiero Kardinal Bassetti, und der emeritierte Bischof von Gubbio, Mario Ceccobelli.
Am 7. Mai 2022 ernannte ihn Papst Franziskus unter gleichzeitiger Vereinigung des Bistums Città di Castello in persona episcopi mit dem Bistum Gubbio zusätzlich zum Bischof von Città di Castello. Die Amtseinführung in Città di Castello fand am 18. Juni desselben Jahres statt.